# David Arčon
David Arčon, mesar, član organizacije TIGR in partizan, * 20. avgust 1904, Arčoni,  † 10. februar 1985, Renče.
Po vrnitvi iz begunstva  med 1. svetovno vojno se je pri očetu izučil zidarskega poklica. Leta 1921 se je v konzumni zadrugi v Renčah zaposlil kot mesarski pomočnik, po odsluženem vojaškem roku pa je 1925 v Renčah odprl lastno mesnico, ter postal poverjenik
Goriške matice. V stiku je bil s pisateljem Francetom Bevkom, tajnikom društva Edinost Albertom Rejcem in tajnikom Zveze prosvetnih društev Zorkom Jelinčičem. S konjsko vprego je po vaseh Vipavske doline vozil knjige Goriške matice, zlasti pa slovenske čitanke Prvi koraki, ki so jih dobivali šolarčki omenjenega področja. Leta 1927 je postal aktivni član organizacije TIGR. Po fašistični prepovedi delovanja vseh slovenskih društev je na pobudo Zorka Jelinčiča organiziral množične politične izlete članov prosvetnih društev na Čaven, Erzelj, Fajtji hrib, Štjak, Trnovski gozd in Trstelj, kjer so zborovali. Decembra 1928, ko ga je fašistična policija nenehno iskala, je preskrbel Albinu Rejcu varno skrivališče v Renčah. Med množičnimi aretacijami spomladi 1930 pa je bil 
tudi sam aretiran, kar se je do leta 1933 še večkrat ponovilo. Novembra 1933 je bil konfiniran v Gorico. Od začetka narodnoosvobodilne borbe je sodeloval v Osvobodilni fronti. Fašisti so mu naprtili vse, kar se je zgodilo v Renčah ter ga 3. maja 1942 odpeljali v zapor. Po italijanski kapitulaciji je v svoji mesnici za partizane klal živino, kože pa vozil v Scarlettijevo strojarno v Miren, na povratku pa usnje za obutev za partizane 9. korpusa.  1. novembra 1944 je bil mobiliziran v partizansko vojsko. Po bitki na Štjaku so ga Nemci ujeli, zaprli, mučili ter internirali v Haid pri Linzu, kjer ga je zavezniška vojska osvobodila 5. maja 1945. Do avgusta 1945 je nato še služil v JLA, po vrnitvi v Renče pa delal v svoji mesnici.